# Lil B
Ne doit pas être confondu avec Lil'B.
Brandon Christopher McCartney (né le 17 août 1989,), plus connu sous le nom de Lil B, est un rappeur, conférencier motivateur et activiste américain. Il se fait aussi parfois appeler The BasedGod, d'après une personnalité alternative qu'il joue dans le cadre de son activité artistique. Lil B a enregistré à la fois en solo et avec le groupe The Pack (en). Son travail en solo couvre plusieurs genres, dont le hip hop, le new age, le rock indépendant et la musique chorale. Il décrit son travail comme « based », un terme qui dénote un style de vie de positivité et de tolérance ; et est connu pour son utilisation intensive des médias sociaux afin de se créer un statut d'artiste culte,.   Il a sorti une grande variété d'albums et de mixtapes.

## Carrière musicale

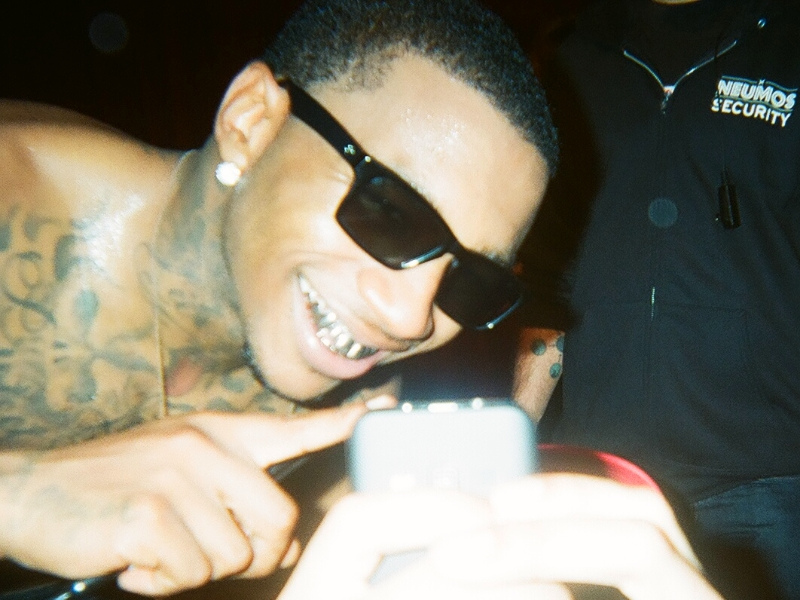
Lil B en 2012

### 1989-2007: origines et début de carrière
McCartney grandit à Berkeley, en Californie et fréquente l'école secondaire Albany High à Albany. Il a adopté le nom de Lil B et a commencé à rapper à l'âge de 16 ans avec le groupe de hip hop The Pack basé dans la baie de San Francisco . Après deux mixtapes au succès local, au sommet du mouvement hyphy de la Bay Area, leur chanson Vans est devenue un hit surprise. La chanson a été classée comme cinquième meilleure chanson de 2006 par le magazine Rolling Stone.  Le succès de Vans a conduit le groupe à sortir l'EP Skateboards 2 Scrapers, avec un remix de Vans incluant les rappeurs de la Bay Area Too $hort et Mistah FAB. En 2007, The Pack sortent leur premier album, Based Boys . 

### 2009-2010: Succès en solo, collaborations etRain in England
Le 24 septembre 2009, Lil B sort son premier album digital, I'm Thraxx ; sorti sur le label indépendant Permanent Marks. Le 22 décembre 2009, Lil B sort son deuxième album digital, 6 Kiss. Le 25 mars 2010, Lil B sort sa première mixtape Dior Paint. Le 3 avril 2010, Lil B signe officiellement avec SODMG Entertainment, le label de l'artiste Soulja Boy. Le 7 mai 2010, Lil B sort une mixtape intitulée Base World Pt. 1,.   Le 5 juillet 2010, Lil B a sorti une mixtape de collaboration avec Soulja Boy intitulée Pretty Boy Millionaires, Lil B enregistre plus de 1500 titres en juillet 2010, y compris les tubes Like a Martian, Wonton Soup, Pretty Bitch et I'm God, qui ont tous été publiés gratuitement. Le 21 septembre 2010, Lil B sort son premier album studio, Rain in England, via Weird Forest Records. Il est décrit par The Guardian comme « une poésie de style beatnik sans beat dans laquelle Lil B, voix tremblante et sérieuse, médite sur l'amour, la beauté et toutes les mauvaises choses du monde sur des synthés new-age naïfs ». 

### 2010 - présent: Mixtapes
Le 29 décembre 2010, il est annoncé et confirmé que Lil B aurait apparemment signé un contrat d'album avec Amalgam Digital,. Le 10 juillet 2011, Lil B sort l'EP Paint, via son label BasedWorld Records. 
Le 18 janvier 2011, Lil B sort son quatrième album numérique intitulé Angels Exodus, via Amalgam Digital. Le 14 avril 2011, Lil B annonce que son prochain album s'intitulera I'm Gay, ce qui provoque une certaine controverse,,. Le 29 juin 2011, Lil B sort son cinquième album numérique, I'm Gay (I'm Happy), via Amalgam Digital. L'album entre dans le top Billboard R&B/Hip-Hop Albums au numéro 56 et dans le top Heatseekers Albums au numéro 20 durant la semaine du 16 juillet 2011. 
Le 17 mai 2012, Lil B sort son premier album instrumental, Choices and Flowers, sous l'alias « The Basedgod ». Le 16 septembre 2012, Lil B sort un single rock intitulé California Boy. Le 30 décembre 2012, Lil B sort son deuxième album instrumental intitulé Tears 4 God, également sous l'alias « The Basedgod ». 
Le 24 décembre 2013, Lil B sort la mixtape 05 Fuck Em, qui contient 101 chansons. Le 1er juin 2014, Lil B sort une mixtape intitulée Hoop Life, qui est connue pour contenir la chanson « Fuck KD » qui s'en prend au joueur de la NBA Kevin Durant. Le 14 octobre 2014, Lil B sort la mixtape Ultimate Bitch, qui contient notamment la chanson No Black Person Is Ugly. Le 19 juillet 2015, Lil B et Chance the Rapper annoncent avoir enregistré ensemble une nouvelle mixtape collaborative. 
Le 17 août 2017, Lil B sort Black Ken, qu'il décrit comme sa « première mixtape officielle ». La mixtape atteint la place 24 dans le Top Heatseekers et la place 44 sur le top Independent Albums durant la semaine du 2 septembre 2017. 

## Talent artistique

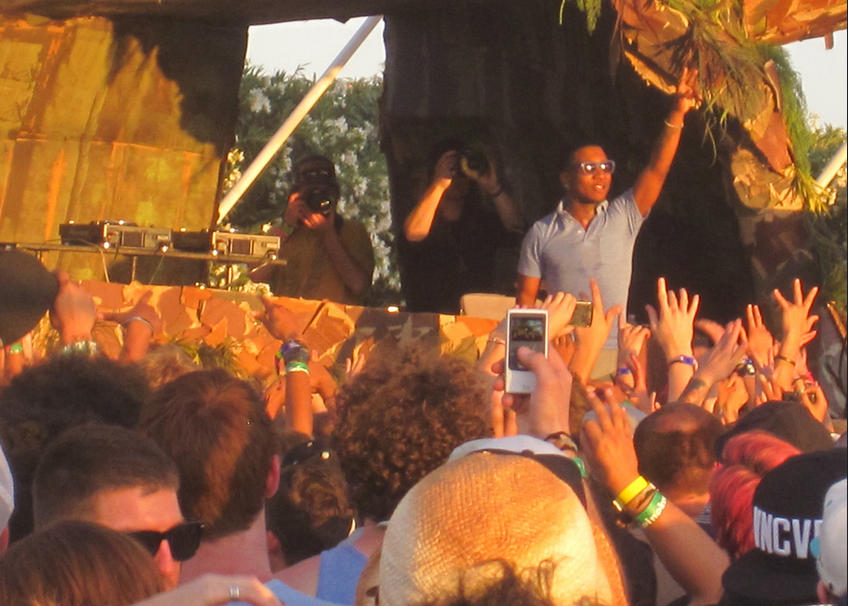
Lil B au festival de musique Coachella en 2011

Lil B et les critiques musicales qualifient son style de rap comme « based » (en français, littéralement « basé »), un mot que Lil B utilise également pour décrire un style de vie positif et tolérant. « Based » est un mot réapproprié, tel que l'explique Lil B dans Complex, :   « « Based » veut dire être soi-même. Ne pas avoir peur de ce que les autres pensent de vous. Ne pas avoir peur de ce que vous voulez faire. Être positif. Quand j'étais plus jeune, « based » était un terme péjoratif qui signifiait drogué, ou camé. Les gens se moquaient de moi. Ils disaient des choses comme, « T'es « based ». » Ils l'utilisaient de manière négative. Et ce que j'ai fait ça a été de transformer cette négativité en positivité. J'ai commencé à l'adopter, en disant des choses comme « Ouais, je suis « based ». » Je me le suis approprié. Je l'ai intégré dans ma tête. « Based » est positif. »

### Technique de rap
Jonah Weiner, chroniqueur chez Slate, le qualifie comme faisant partie d'un « nombre croissant de rappeurs bizarres », le qualifiant de « déconstructionniste brillamment déformé et post-Lil Wayne de la Bay Area ».  Le critique musical Willy Staley décrit le travail de Lil B comme « varié », car il va de parodies critiques du hip-hop à des « morceaux moitié new age, moitié spoken word ». Il note en outre que Lil B puise dans une grande variété de genres, en particulier des genres qui ne sont pas couramment utilisés par d'autres rappeurs. Dans une interview avec Staley, Lil B est d'accord avec cette analyse, en disant: « Je peux faire des chansons comme Swag OD mais mon artiste musical préféré du moment est peut-être Antony and the Johnsons. C'est la différence entre moi, les autres rappeurs et les autres artistes musicaux en général. »  

## Autres entreprises

### Auteur
Takin' Over by Imposing the Positive! est un livre écrit par McCartney et publié par Kele Publishing en 2009. Le livre est un recueil écrit sous forme d'e-mails et de SMS, et est rédigé de telle manière que l'auteur envoie un e-mail au lecteur. Les sujets incluent la positivité, l'optimisme et le fait de vivre ce qu'il appelle un « style de vie based ». Le 30 mars 2013, McCartney annonce qu'il est en train d'écrire son deuxième livre. 

### Conférencier motivateur
Lil B a donné des lectures motivationnelles dans plusieurs colleges, dont le MIT et l'université Carnegie Mellon. Ses lectures sont généralement axées sur son expérience personnelle dans la vie et des événements actuels. Le 28 mai 2015, le rappeur donne une conférence à l'UCLA, où il aborde des sujets comme l'argent, les médias, la technologie, l'espace, la sensibilisation et l'amour. 

## Vie privée
Le 16 janvier 2015, l'immeuble de Lil B dans le comté de Contra Costa, en Californie, prend feu durant la matinée après qu'un incendie électrique s'est propagé dans le bâtiment. Lil B et six autres personnes ont été sauvées par Mateo Ysmael, 15 ans, qui a traversé le bâtiment pour réveiller tout le monde,,,. 
Durant l'élection présidentielle américaine de 2016, il soutient le sénateur du Vermont Bernie Sanders, citant son implication dans le mouvement des droits civiques. 

## Discographie
- Rain in England (2010)
- Angels Exodus (2011)
- I'm Gay (I'm Happy) (2011)
- Choices and Flowers (2012) (sous le pseudonyme The BasedGod)
- Hoop Life (2014)
- Black Ken (2017)
- 30 Wit a Hammer (2020)